# 레이 우롱
레이 우롱(중국어 간체자: 雷武龙, 정체자: 雷武龍, 병음: Léi Wǔlóng, 영어: Lei Wulong, 일본어: レイ・ウーロン)은 철권 시리즈의 캐릭터이다. 홍콩 국제 경찰 형사이며 슈퍼 폴리스라는 별명을 갖는다. 중국 남자 배우 성룡을 모티브로 하였다. 철권 2부터 등장하고 있다. 오형권과 영춘권을 비롯한 중국 권법을 사용한다.

## 스토리
철권 2
그은 죽은 동료의 의지를 이어가며 마피아의 자금 유출의 미스터리를 수사중이며, 수사 선상에 떠오른 미시마 카즈야에게 접촉하기 위하여 대회에 참가한다.
철권 3
또 대회에 나온 브루스 어빈에게도 접촉을 시도하지만 실패한다. 그 이후, 여러 사건을 해결하며 어느덧 ‘슈퍼 폴리스’라고 불리게 된다. 그러던 중, 전 세계에서 격투가의 실종 사건이 발생한다. 조사를 하던 레이 우롱을 미시마 헤이하치가 방문하며, The king of iron fist tournament 3의 참가를 의뢰한다. 헤이하치의 진심을 의심하면서도 대회에 참가하기로 결심한다.
철권 4
결국, 사건의 수수께끼는 풀지 않았지만 그 이후에도 여러 사건을 해결한다. 사건 뿐인 레이 우롱에게 정이 떨어진 연인이 그의 부하와 사랑하는 사이가 된다. 침울해지는 레이 우롱은 추격하듯이 신디케이트 체포에도 실패한다. 게다가 진실이 아니었지만 레이 우롱이 일부러 범인을 놓쳤다고 밀고했다. 정직 처분이 된 레이 우롱에게 신디케이트가 있는 복서의 목숨을 노리며 The king of iron fist tournament 4에 암살자를 보낸다는 정보가 날아오며, 명성을 되찾기 위해서 대회에 참가한다.
철권 5
그리고, 신디케이트 검거에 성공한다. 다시 최전선으로 복귀한다. 그러던 중, 도장 깨기 사건이 발생한다. 조사중인 레이 우롱에게 같은 사건이 일본에서도 발생하는 정보가 들어간다. 범인이 The king of iron fist tournament 5에 나갈 것이라고 확신하며, 대회 참가를 결심한다.
철권 6
대회 후에도 도장 깨기 사건의 범인인 펭 웨이를 계속 쫓아가지만 각지에서 발생한 폭동 탓에 그 곳까지 가지 못했다. 그 후에 미시마 재벌의 암약이 있던 것을 알고 카자마 진을 체포하기 위하여 제6회 철권 대회에 나간다.
OVA판에서는 대회 참가에 대해서 고민하고 있는 카자마 준의 배후로부터 기습 직구를 두지만, 깨끗이 되받는다. 가장 이것은 카자마 준에게 위해를 가하기 위해서 간 것은 아니고 카자마 류의 옛 무술의 사전 연습을 위해서 한 행위이며, 레이 우롱 자신은 바로 사죄했다. 그 후에는 대회 장소의 정보를 제공하거나 대회 중에는 잭과 행동을 함께 하고 있거나 하면 조연적인 취급을 한다.
철권 태그 토너넌트 2
그의 엔딩에서는 화랑이 카자마 진과 오토바이로 레이스를 하고 있는 곳을 방문하거나 간류가 제이시(줄리아 창)의 샤워를 보고 있는 것을 찾아서 체포하는 등의 조연으로 등장한다.
파치슬로 철권 2nd에서는 킹과 인연이 있는 캐릭터 설정이며, 킹의 배틀 연출의 대전 상대로 출연한다.
스트리트 파이터 X 철권
스트리트 파이터 X 철권에서는 크리스티 몬테이로 함께 일반적인 팀 태그로 뭉친다.

## 같이 보기
- 철권 시리즈